# 魔法製造者～異世界魔法的製作方法～
《魔法製造者～異世界魔法的製作方法～》是鏑木克樹所撰寫的日本輕小說。2017年6月9日開始在成為小說家吧連載。
2020年5月起經MF Books發行實體書，Kururi擔綱插圖。改編漫畫由西岡知三擔任作畫，2021年6月起於網路周刊《Manga Doa》開始連載。2024年7月10日，宣佈將改編為電視動畫，由Studio Deen擔任動畫製作，於2025年1月至3月播放。

## 故事簡介
下級貴族少年希恩，自小就保有前世的所有知識和經驗，前世是現實世界的中年男子，因堅信某個都市傳說，保持30年童貞即可自動學會魔法，為此一直堅守處子之身，然而在30歲生日那天，他滿心期待地施展魔法，卻毫無反應，就在此時他發生心因性猝死，轉生到異世界成為了某個下級貴族的長子。希恩以為自己終於能學習到夢寐以求的魔法，卻發現這個世界竟然不存在魔法，這個消息讓他頓時陷入了絕望。在某次偶然的機會中，他意外發現這個世界居然有魔力的存在，有魔力自然有魔法，既然這世界沒有魔法，那我就靠自己的力量創造出來，從這時起，他致力於魔法的開發研究，最終成功開發出威力強大的魔法。希恩並非只有魔法上的挑戰，他的親姊姊瑪琳對他展現出過度的迷戀和依偎，這種禁忌愛戀關係，讓希恩深陷倫理道德的煎熬與掙扎。而外界的威脅也接踵而至，許多居民感染了神秘的「怠惰病」相繼倒下，城鎮突然遭逢大量魔物侵襲，希恩為了守護家園挺身而出，憑藉著自己的智慧和魔法與之對抗，開啟了一段充滿驚險犯難的冒險奇幻物語。

## 登場人物

### 主要角色
希恩·奧恩斯坦（聲：潘惠美）
某個下級貴族的長子，之後因功獲封為侯爵。擁有獨特的火紅秀髮和眼瞳，個性溫良樸實、內向保守，喜歡一個人獨處看書。他的運動神經奇差，致使劍術技巧也顯得拙劣，他卻特別擅長閃躲，以前在現實世界玩躲避球遊戲，經常是場上最後一個存活的人。希恩曾與父親嘉文進行劍術練習，得到嘉文如此評價，體力其實不差、動作也不慢，但運動神經卻是災難級的，不會運用身體適當使力，強行發勁卻被木劍帶著走，使得整個揮劍動作凌亂不堪，但動態視力不錯，在避開對手攻擊方面還算過得去。
希恩原本是現實世界的中年男子，因為深信一個無法驗證的都市傳說，保持30年童貞即能自動學會魔法，他對這個說法深信不疑，並且滿心期待著自己30歲生日的到來。終於在年滿30歲的生日當天，他欣喜雀躍地施展魔法，卻怎麼樣也毫無反應，就在此時他發生心因性猝死，轉生到異世界變成一個嬰兒，並且成為了某個下級貴族的長子。
希恩從嬰兒時期起，就保有著前世的所有知識和經驗，對魔法一直懷抱著無比憧憬，他原本以為自己轉生到異世界後，終於能學習到夢寐以求的魔法，卻在仔細詢問之下得知，這個世界根本不存在著魔法，這個消息讓他頓時陷入了絕望。所幸他生長在一個貴族家庭，物資生活不虞匱乏，備受父母的照顧呵護，還有一個極度愛戀他的姊姊，在家人悉心的支持下，他逐漸走出情緒的陰霾。
然而希恩在某次偶然的機會中，發現無法用物理學規則解釋的超自然現象，魔力竟然凝聚成團塊狀的光球，所有攜帶魔力的事物均會散發出朦朧光芒。這個意外發現讓他重拾對於魔法的興趣，他更因此下定決心，既然這世界沒有魔法，那我就靠自己的力量創造出來，從這時起，他致力於魔法的開發研究。每當他在魔法領域取得新的突破或發現時，總會露出獃頭獃腦的癡愚笑容，令人不寒而慄。憑藉著前世的知識與經驗，他擅長以理性分析的方式對各種現象進行分析和探究，即使魔法研究陷入停滯或遭遇瓶頸，也從不氣餒喪志。
希恩起先只是和姊姊瑪琳私下研究魔法，有一日村莊遭到魔物的侵擾，村裡的男人全部出去獵殺哥布林，其餘老弱婦孺則聚集在領主家避難。然而危險不期而至，忽然有一隻哥布林趁隙闖入宅邸，準備大肆殺戮。雖然瑪琳奮勇拿起劍進行抵抗，但終究難以抗衡。媽媽艾瑪更為了保護瑪琳，背部被哥布林嚴重抓傷而大量出血。所幸希恩靈機一動，把魔力聚集在右手上產生極高能量，隨即按住哥布林頭部，當場擊殺這隻魔物，驚險地解除這場危機。在清除哥布林後，後續面對傷者救治的混亂場面，也毫不慌亂，除了安撫情緒崩潰的瑪琳，還迅速召集人手，緊急對媽媽背部傷口進行外科縫合，展現出超乎一個幼童年齡的膽識和機智。
此事過後，他父親嘉文曾考慮到魔法過於危險，試圖禁止他繼續鑽研魔法，卻被希恩堅毅果決的態度所打動，使他最終決定協助希恩進行魔法的開發實驗。在家人的全力支持下，希恩在魔法研究領域逐漸取得大量實績，但畢竟他的魔法仍未完全成熟，需要藉助觸發劑才能施展，他特地開發出魔道具「雷火」，這是一雙絕緣手套，其手指部位鑲嵌著雷礦石。當兩隻手套相互靠近時，即能產生火花靜電，他利用這些火花靜電作為魔法觸發劑，成功釋放出威力強大的魔法。
之後在整個領地內，許多居民突然罹患了神秘的「怠惰病」相繼倒下，這種疾病會讓患者體溫降低，對外界毫無反應，無論在村裡或城鎮中，都同時出現大量患病者。希恩的父親嘉文身為領地的貴族，肩負著保護領民之職，在護送村裡患病人士前往伊斯特利亞的路途，突然遭逢大量魔物襲擊，甚至出現無實際型體的魔物幽鬼，使整座城鎮陷入嚴重混亂。與此同時，魔族艾恩茲貝爾夫在沉潛千年後突然復活，他施展威力強大的魔術，造成街道上大量居民的死傷，整個局勢一片慌亂。在眾人通力合作下，希恩最終成功擊潰他恢復了平靜。然而在戰鬥中，希恩也被艾恩茲貝爾夫咬傷，導致艾恩茲貝爾夫的大量魔力灌輸到身體內，希恩的魔力因此突飛猛進，獲得原先千倍以上的魔力增長。
幽鬼侵襲城鎮的騷動平息後，希恩的身世之謎才終於被揭開。希恩其實是盧格雷族的後裔，盧格雷族是一種人類和魔族混血的種族，其顯著特徵是猶如血液般殷紅的紅髮紅瞳。當初有一個來歷不明的神秘女子，在希恩仍為嬰兒時，將他託付給利斯帝亞王國的女王拉克夏，而女王又輾轉將希恩交由嘉文和艾瑪夫婦撫養。雖然希恩並非這對夫婦的親生兒子，但他們始終視希恩如親生子般的撫養疼愛。希恩之後被女王拉克夏傳召到王城，以他治療怠惰病立下大量功績為由，特此冊封他為侯爵，賞賜宅邸和侍女，並把他留在王都裡，負責怠惰病的治療與研究、以及擔任魔力教學的講師。
希恩在艷福際遇上也頗為特殊，他與姊姊瑪琳之間的關係非比尋常，起先是瑪琳極度迷戀著他，將他視為情人般看待，並且立誓未來一定要與弟弟結婚。希恩對此的態度，起初仍只有純粹的家人之情，但隨著瑪琳不斷的情感攻勢，他也逐漸把持不住而日久生情，他後來也接受了這種愛戀關係，兩人時常緊密依偎相擁，耳鬢廝磨親密接觸，關係已不僅是親姊弟，更接近情侶般的親暱互動。隨著時間推移，希恩的身世秘密才被揭露，他其實是被領養的孩子，這項事實使得這對姊弟的畸戀倫理關係，自此獲得道德上的解脫。
不僅如此，青梅竹馬的鄰家少女蘿絲，也對其懷有好感，甚至願意當他求愛的對象，兩人在情深意濃之際準備接吻親嘴，卻被蘿絲之父的吆喝聲意外打斷了好事。情節後續進入王都篇，希恩隻身前往王都，受到女王拉克夏的封官晉爵，並配給他一座豪宅和專屬侍女。這位貼身女僕薇諾娜也對希恩極度傾心愛慕，有一日深夜，她更身著清涼性感睡衣，走進希恩寢室床前，願與其春宵一宿，卻被希恩曉以大義委婉拒絕。除此之外，動畫方面更添加了新的人物設定，魔物學者布莉姬特、巡守隊騎士拉菲娜，在原作戲份佔比較輕微的人物，這些人的地位被大幅提升，與希恩建立了深厚的情感羈絆，無形中加深了他的後宮深度，構築起殷實堅強的後宮陣容。
瑪琳安娜·奧恩斯坦（聲：加隈亞衣）
某個下級貴族的長女，希恩的姊姊，常被親友暱稱為「瑪琳」（マリー）。個性開朗活潑、固執己見，是希恩的姊姊，年紀稍長希恩兩歲。外向好動的她，反應靈敏迅捷，自幼跟隨著父親學習劍術，展現出非凡的劍術天賦。瑪琳也能使用魔力，但魔力的總量遠低於希恩，村莊裡的小孩僅有瑪琳、蘿絲、希恩三個人具有魔力。
瑪琳曾與父親嘉文進行劍術練習，她猛然蹬地躍出，動作迅捷流暢且架式十足，還懂得利用佯攻來迷惑對手，伺機趁隙攻擊對方弱點，得到嘉文如此評價，只要持續努力練習，幾年之內就能成為一名非常出色的劍士。瑪琳的思考模式偏重於感情優先，較少理性判斷，性格堅毅直率，對於自己所認定的事情十分堅持，似乎是遺傳自父親嘉文的固執個性。她的頭腦不太好，無法思考太錯綜複雜的事情，不像希恩那般精明幹練。
瑪琳和弟弟希恩之間的關係非比尋常，極度迷戀著他，將他視為情人般看待，並且立誓未來一定要和弟弟結婚。曾以嚴肅認真的態度，向母親艾瑪表達這一想法，卻遭到母親的嚴厲斥責。希恩對此的態度，起初仍只有純粹的家人之情，但隨著瑪琳不斷的情感攻勢，他也逐漸把持不住而日久生情，他後來也接受了這種愛戀關係，兩人時常緊密依偎相擁，耳鬢廝磨親密接觸，關係已不僅是親姊弟，更接近情侶般的親暱互動。
瑪琳的佔有慾極強，曾經看到蘿絲與希恩牽著手並肩行走，竟醋勁大發地喝斥，不許你們牽手，兩個女孩為此爭吵起來，相互爭奪希恩的所有權。爭執期間，瑪琳回頭盯著希恩，希望他作出表態確認彼此關係，希恩選擇鬆開蘿絲的手，用這個舉動來哄她開心，瑪琳滿心歡喜地認為自己贏得了勝利。隨著時間推移，希恩的身世秘密才被揭露，他其實是被領養的孩子，這項事實使得這對姊弟的畸戀倫理關係，自此獲得道德上的解脫。
有一日村莊遭到魔物的侵擾，村裡的男人全部出去獵殺哥布林，其餘老弱婦孺則聚集在領主家避難。然而危險不期而至，忽然有一隻哥布林趁隙闖入宅邸，準備大肆殺戮。雖然瑪琳奮勇拿起劍進行抵抗，但終究難以抗衡。媽媽艾瑪更為了保護瑪琳，背部被哥布林嚴重抓傷。這次事件讓瑪琳深感自責，認為是自己的無能才導致如此結果，自此努力勤練劍術，立志要保護好弟弟希恩和身邊的重要家人。
在原作小說中，瑪琳也罹患了怠惰病，體溫降低對外界刺激毫無反應，父親嘉文和希恩為了救她，連夜趕路把她送往伊斯托利亞尋找醫生，卻在路程中遭遇魔物襲擊，不僅被數量眾多的血狼緊追不捨，還出現了無實際型體的魔物幽鬼，一般物理攻擊對其無效，情勢一度萬分危急。所幸幽鬼懼怕雷光燈，加上有希恩在旁施展魔法，才清除了這些魔物。瑪琳和其他怠惰病患者一樣，之後陷入長達一年半的臥床狀態，各種醫療手段均束手無策。直到希恩打敗魔族艾恩茲貝爾夫，獲得原先千倍以上的魔力增長，希恩將充沛的魔力灌注在瑪琳體內，意外地治癒了怠惰病，但瑪琳仍存在著些許身體功能障礙，還伴隨著說話結巴不流利，只能待在家裡復健，未能與希恩一同前往王都。
蘿絲（聲：雨宮天）
某不知名村莊的小孩，希恩小時候的遊玩同伴，村長泰德的女兒。村莊名稱不明，本作從未提及村莊名稱為何。個性傲嬌羞澀、沉穩從容，年紀稍長希恩兩歲，與瑪琳相同年紀。她的外表穿著清秀整潔，長髮在微風中飄逸飛揚，散發出與一般村民截然不同的典雅氣質。蘿絲曾與希恩之父嘉文進行劍術練習，得到嘉文如此評價，運動神經相當不錯，沒有明顯缺點，但同樣地也缺乏突出的長處，只要持續努力練習，即能成為一名全能型的劍士。
蘿絲也能使用魔力，但魔力的總量遠低於希恩，村莊裡的小孩僅有蘿絲、瑪琳、希恩三個人具有魔力。蘿絲具有魔力資質，能夠看到光球的存在。當希恩觀察到艾登地區的鱒魚，牠們在求愛時會散發出魔力光球，因此作出假設，生物在表達愛意時就會釋放光球，為了驗證這個實驗，蘿絲自告奮勇，願意當希恩求愛的對象，看能否也同樣釋放出光球。於是就在兩人情深意濃之際準備接吻親嘴，卻被蘿絲之父的遠處吆喝聲意外打斷了好事，原來蘿絲父親是來接她回家。
蘿絲對希恩懷有好感，年紀甚輕就對其情愫暗生，當希恩對她道謝時，總是臉頰微微泛紅，把視線移開到旁邊，裝作不在意的樣子。蘿絲曾經與希恩牽著手並肩行走，臉上浮現出一抹微笑，卻引來瑪琳的嫉妒，被她醋勁大發地喝斥，不許你們牽手，兩個女孩為此爭吵起來，相互爭奪希恩的所有權。她回頭望著希恩，希望他作出表態確認彼此關係，希恩卻選擇鬆開蘿絲的手，這也讓蘿絲失望地脫口說出，隨便你們就這樣吧，之後自己落寞地轉身離去。
漫畫進行大幅度改編，在幽鬼侵襲城鎮的騷動裡，伊斯特利亞城鎮遭遇大量幽鬼的侵襲，這是一種無實際型體的魔物，一般物理攻擊對其無效，而且從遠處難以察覺牠的存在，必須距離夠近才能觀察到。幽鬼在街道上大肆殺戮，已造成很多受害者喪命，蘿絲恰巧在城鎮裡護送患者，也突然遭到幽鬼襲擊，所幸鐵匠古拉斯特適時出手搭救。由於幽鬼懼怕雷光燈，兩人舉著雷光燈閃避幽鬼，但幽鬼之後仍抓住古拉斯特的腳踝，情急之下蘿絲施放出魔力，拿著魔力助燃的火把將其燒毀殆盡，才解除了危機。
拉菲娜·修佩爾（聲：芹澤優）
伊斯特利亞第75親衛騎士隊的隊長，常被親友暱稱為「拉菲」（ラフィ）。個性莽撞直率、突衝猛進，年紀稍長希恩五歲。父親是阿爾弗雷德·修佩爾侯爵，統治著王國的澤本拉斯特領地，拉菲娜為他的嫡長女。雖然名義上是隸屬於親衛騎士隊，這個頭銜聽起來很體面光彩，該隊伍卻僅負責處理瑣碎雜務，實際上是位居底層的邊緣人員。在怠惰病開始大流行後，他受到公爵奧古斯特的指派，與希恩組成四人調查小組，共同探查怠惰病起因、及尋求治療方法。
在原作小說中，幽鬼侵襲城鎮的騷動裡，伊斯特利亞城鎮遭遇大量幽鬼的侵襲，幽鬼在街道上大肆殺戮，拉菲娜被任命為希恩的護衛者，希恩逐一施展魔法消滅幽鬼，拉菲娜則緊守在希恩身旁保護著他。魔族艾恩茲貝爾夫在沉潛千年後突然復活，眾人因而陷入苦戰，艾恩茲貝爾夫把希恩抓到身邊並且咬傷了他，此舉導致希恩全身麻痺無法動彈，最終拉菲娜扶著希恩的右手，趁著艾恩茲貝爾夫施展火焰魔法時，朝對方釋放出一顆大型魔力光球，火焰魔法和魔力光球相互混合，產生出合成魔法效應，瞬間引發劇烈大爆炸，才成功消滅該魔族，艾恩茲貝爾夫其實是被自己的火焰魔法擊敗。
布莉姬特·吉坦（聲：古賀葵）
魔物學者。個性文靜深沉、陰鬱寡言，年紀稍長希恩三歲。十分了解魔物的各種習性，平時沉默少言，但只要一提到魔物，就會瞬間精神煥發，滔滔不絕地分享相關知識。在怠惰病開始大流行後，他受到公爵奧古斯特的指派，與希恩組成四人調查小組，共同探查怠惰病起因、及尋求治療方法。
薇諾娜
希恩的侍女。個性溫柔嫻靜，女王拉克夏傳召希恩到王城，並且冊封其為侯爵，還配給他一座豪宅和專屬侍女。薇諾娜就是拉克夏贈與的貼身女僕，年紀稍長希恩三歲。希恩全力醫治怠惰病患者的敬業精神，讓她深受感動，因而對他產生仰慕愛戀之情，有一日深夜，薇諾娜身著清涼性感睡衣，走進希恩寢室床前，願與其春宵一宿，卻被希恩曉以大義委婉拒絕。

### 奧恩斯坦貴族家關係者
嘉文·奧恩斯坦（聲：宮本充）
某下級貴族的現任當主，希恩的父親，鑽石等級的冒險者。爵位不明，本作從未提及他的爵位為何，統治著王國西部的艾登領地，該地位處偏遠鄉野，人口非常稀少，領地相對遼闊，十分適合發展農業。個性固執倔強，一旦下定決心就沒有轉圜餘地，擁有十分高超的劍術技巧。他原本來自於其他國家，年輕時曾以冒險者的身份遊歷世界各國，直到遇見某下級貴族之女艾瑪後，才選擇在艾登領地落地生根，並且作為壻養子入贅到艾瑪家，承襲艾瑪家系的貴族爵位。
這個世界的馬車價格昂貴，維護費用也極為驚人，擁有馬車的人並不多，大部份村莊選擇集資共同購買一輛馬車，或者由較富裕村民出資購買並管理，之後將馬車出租給農民，以此賺取租金報酬。嘉文則採取不同的方式，他自己先出資購買數輛馬車，供領民租用馬車，以此分期償還馬車的購置成本，一旦租金償還了馬車的初始購入成本後，就將馬車劃為公有財，免費提供給領民使用。
嘉文廢除了領地內的賦役制度，已經沒有無償勞動的農民，這也導致了領地的勞動力不足。他平時工作為巡視領地，探查領民的生活情況，協助他們採購日常物品、及運送農作物，擔任領民農務生活的輔助者。由於領地的現況，嘉文全家儘管身為下級貴族，卻和一般庶民無異，家裡沒有任何傭人，生活過得清貧簡樸。
艾瑪·奧恩斯坦（聲：豐口惠）
某下級貴族的夫人，希恩的母親。個性溫和婉約，待人親切和善，對待自己小孩更是溫柔慈愛。她平時看似溫順，生氣時卻展現出令人畏懼的一面，會使用器具對丈夫嘉文施行家庭暴力。嘉文曾擅自帶著姊弟倆外出狩獵魔物，將孩子置於未知的危險之中，她對此怒不可遏，竟以燭台的尖角對丈夫施暴，致使嘉文倒地抽搐、痛苦不堪。
有一日村莊受到魔物的侵擾，村裡的男人全部出去獵殺哥布林，其餘老弱婦孺則聚集在領主家避難，卻忽然有一隻哥布林趁隙闖入宅邸，準備大肆殺戮，雖然女兒瑪琳奮勇拿起劍進行抵抗，但終究難以抗衡。艾瑪為了保護瑪琳，背部被哥布林嚴重抓傷而大量出血，所幸希恩臨危不亂，迅速召集人手，緊急對艾瑪背部傷口進行外科縫合，這才挽回了她的性命。
艾瑪曾與姊弟倆一起泡澡共浴，由於希恩仍保有著前世的所有知識和經驗，外表看似一個稚嫩小孩，實際的精神年齡卻早已是中年成人，看著母女兩人的裸體很難不起反應，他趕緊搓洗身體搶先進入浴池，還儘量不看著母女兩人的胴體，以免引起尷尬的生理反應。三人浸在浴池裡泡澡，艾瑪還將她的胸前頂在希恩後腦杓，從後方抱著他聊天，柔軟觸感和規律心跳傳遞過來，讓希恩腦中因而一片混亂。

### 某不知名村莊關係者
泰德
某不知名村莊的村長，蘿絲的父親。村莊名稱不明，本作從未提及村莊名稱為何。村長不僅需要從事日常農務，還要幫忙領民採購生活物資、及運送農作物，同時管理村內資源的分配，應對各種突發的緊急情況。
瑪瓏
某不知名村莊的小孩，希恩小時候的遊玩同伴。只在原作小說中登場。個性文靜不好動，她比希恩年紀稍長一歲，總是默默地跟在孩子群的後方。她沒有魔力資質，看不到光球的存在。瑪瓏曾與希恩之父嘉文進行劍術練習，她屬於以靈活動作迷惑對手的劍術類型，爆發力雖強但力量不足，只要對方稍加抵擋，木劍就會被因此彈開，得到嘉文如此評價，平時就需要加強力量訓練，木劍曾多次從手中脫落，握力也嚴重不足。
雷德
某不知名村莊的小孩，希恩小時候的遊玩同伴。只在原作小說中登場。個性聒噪行動力強，他和希恩相同年紀，經常充當孩子群中的領袖，為周圍帶來熱鬧的氣氛。他沒有魔力資質，看不到光球的存在。雷德曾與希恩之父嘉文進行劍術練習，得到嘉文如此評價，劍術稍嫌稚嫩，但運動神經不差，只要持續努力練習，未來有望成為一名相當優秀的劍士。
莉亞（聲：高橋雛子）
某不知名村莊的少女。臉頰長著雀斑，頭上綁成三股辮的髮型，她比希恩年紀稍長六歲，十分擅長縫紉。有一日村莊受到魔物的侵擾，村裡的男人全部出去獵殺哥布林，其餘老弱婦孺則聚集在領主家避難，卻忽然有一隻哥布林趁隙闖入宅邸，準備大肆殺戮，希恩之母艾瑪為保護瑪琳，背部被哥布林嚴重抓傷而大量出血，希恩雖使用魔力當場擊殺了哥布林，但艾瑪傷口卻血流不止。所幸希恩臨危不亂，迅速召集人手，莉亞對她的背部傷口進行外科縫合，這才挽回了艾瑪的性命。艾瑪背部傷口的縫工相當整齊漂亮，充分展現了莉亞的高超縫紉技巧，在如此巨大壓力下，莉亞敢直接對人體皮膚進行縫補，令人佩服她的膽識。

### 伊斯特利亞城關係者
古拉斯特（聲：赤坂柾之）
伊斯特利亞城鎮的鍛治師，白金等級的冒險者。個性爽朗豪邁，伊斯特利亞是一座中等規模的商業都市，他在當地開設了一家鍛造工坊，為客戶打造各式工具。希恩為了開發雷魔法，特地和父親嘉文一起拜訪他，希恩聽取了古拉斯特的建議，把研究重點放在雷礦石上，雷礦石極為危險，會不斷釋放電流，用手直接觸摸則會被電流灼傷。希恩憑著現實世界的科技知識，利用絕緣雲母礦石，讓原本無法搬運的雷礦石，變得可以順利運輸。在旁的古拉斯特對此應用感到驚奇，並趁機學習了這項實用的知識。
古拉斯特後來私自挪用了搬運雷礦石的技術，採集大量雷礦石卻賣不出去，巨大的倉儲成本壓得他不堪重負，無奈之下只得向希恩求助。希恩靈機一動，參照現實世界的電氣知識，在腦中進行著創意發想，研發出「雷光燈」、「發雷石」等實用的生活便利道具，這些產品推出後廣受大眾歡迎，為古拉斯特帶來了可觀的銷售利潤，成功化解他的囤貨困境。
科爾·亞雷斯塔（聲：宮瀬尚也）
阿爾馮斯診療所的實習醫師。個性冷峻嚴厲，年紀稍長希恩五歲，他對魔法抱持著懷疑態度，認為其缺乏科學依據。在怠惰病開始大流行後，他受到公爵奧古斯特的指派，與希恩組成四人調查小組，共同探查怠惰病起因、及尋求治療方法。
阿爾馮斯（聲：樫井笙人）
阿爾馮斯診療所的醫生。這個世界的醫療技術仍相當落後，雖已具備初步西方醫學知識，但對於外科手術仍抱持偏見，藥物治療反而較為普及，一般民眾則迷信各種偏方和民俗療法。在哥布林入侵希恩一家宅邸的騷動中，希恩之母艾瑪背部被哥布林嚴重抓傷。情急之下，希恩迅速召集人手，緊急對艾瑪背部傷口進行外科縫合。此事過後，希恩的父親嘉文帶著艾瑪去診所檢查傷勢，負責診治的正是阿爾馮斯醫生，他是一位經驗豐富的老醫生，仔細檢查了艾瑪的傷口後，直誇傷口的縫工相當整齊漂亮。
奧古斯特·巴爾夫
伊斯特利亞城鎮的公爵。統治著伊斯特利亞城，為該城鎮的領主。年紀約中壯年，體格魁武雄壯，外表散發出威嚴莊重的氣息，個性卻如同幼童般，時常哭鬧撒潑，旁人必須像哄小孩那樣，加以安撫哄騙。當希恩向公爵奧古斯特匯報魔物侵擾，新型魔物幽鬼開始出現，這是一種無實際型體的魔物，一般物理攻擊對其無效，而且從遠處難以察覺牠的存在，必須距離夠近才能觀察到。奧古斯特聽聞後，竟直接躺在地上打滾耍賴，要求旁人替他想出應對方法。
幽鬼侵襲城鎮的騷動結束後，奧古斯特親自跟希恩講述了他的身世，希恩其實是盧格雷族的後裔，盧格雷是一種人類和魔族混血的種族，擁有深厚的魔法知識，這個種族的顯著特徵是，如血液般殷紅的紅髮紅瞳。千年以前盧格雷族曾挺身而出，和魔族展開激烈的拼鬥，消滅諸多魔物和魔族，讓整個世界恢復平靜。盧格雷族封印了魔族，但也因此受到魔族詛咒，最終導致整族滅亡。
當年有一個不明神秘女子，在希恩還是嬰兒時，將他交付給利斯帝亞王國的女王拉克夏，並囑咐她說，這個嬰兒是盧格雷族的後裔，將來會成為拯救世界的唯一希望。請善加養育教導他，否則人類將會面臨滅亡。女王仔細權衡後，將希恩託付給嘉文和艾瑪，兩人也像對待親生子般將希恩撫養長大。
奧古斯特還提到，嘉文是利斯帝亞王國的騎士團長，擁有十分卓越的劍術，他只是名譽貴族，並非真正的貴族，無法擁有屬於自己的領地，他現今的艾登領地是公爵私下授予的，艾登地區名義上仍是公爵自己的領地，這也是嘉文無任何貴族爵位，本作僅提及他是下級貴族，以及他領地上的村莊沒有名字的原因。之後還得知防衛部隊長羅恩特竟命令屬下隊員袖手旁觀，放任魔物攻擊街上路人和亂指控希恩的行為，讓他勃然大怒立刻將羅恩特的家人和同黨的屬下給逮捕送去地牢，並上報給女王。
羅恩特
伊斯特利亞城鎮的防衛部隊長。個性傲慢自大，當希恩向公爵奧古斯特匯報魔物侵擾，新型魔物幽鬼開始出現，這是一種無實際型體的魔物，一般物理攻擊對其無效，而且從遠處難以察覺牠的存在，必須距離夠近才能觀察到，羅恩特在公爵身旁聽聞後，對此說法嗤之以鼻，認為這是希恩的自編謊言不可採信。
在幽鬼侵襲城鎮的騷動裡，伊斯特利亞城鎮受到大量幽鬼的侵襲，幽鬼在街道上大肆殺戮，導致許多民眾喪生，他受公爵奧古斯特的命令，負責在街道上救助居民。他卻被私心蒙蔽，命令屬下隊員袖手旁觀，放任魔物攻擊街上路人，若局勢越亂導致公爵倒台，自己就是公爵的下任接替者。在希恩以廣域範圍魔法清除所有幽鬼後，他忽然現身並且命令手下逮捕希恩，指稱這一切都是由希恩一手策劃，幽鬼也是他以魔法製造。他沒料到魔族艾恩茲貝爾夫在沉潛千年後忽然復活，並且正好復活在他身旁，艾恩茲貝爾夫隨手一掌拍擊就把他身首分離，自此失去了生命。事後他命令屬下隊員袖手旁觀，放任魔物攻擊街上路人和他這種亂指控希恩的行為被公爵奧古斯特得知後，勃然大怒立刻將他的家人和同黨的屬下給逮捕送去監獄，並上報給女王。

### 利斯帝亞王國關係者
拉克夏·密爾希亞
利斯帝亞王國的女王。外表看似高雅莊嚴，年紀約為30歲左右，她的私生活卻十分簡單隨性，身著薄衫長褲，在女王寢室裡慵懶悠閒地過活，看起來就像現實世界剛下班的年輕上班族女子。女王具有魔法資質，身上覆蓋著一層微弱魔力光芒。在幽鬼侵襲城鎮的騷動結束後，女王拉克夏將希恩傳召至王城，以他治療怠惰病立下大量功績為由，特此冊封他為侯爵，賞賜宅邸和侍女，並且把他留在王都裡，負責怠惰病的治療與研究、以及擔任魔力教學的講師。
弗里茨·埃梅里奇
王都近衛騎士隊第12隊的副隊長，希恩的護衛。個性專橫跋扈，被女王指派擔任希恩的護衛，對於希恩年紀甚輕就獲封侯爵，內心相當不以為然，他在希恩面前表面上看似恭順服從，但態度卻充滿著蔑視不屑。

### 其他人士
艾恩茲貝爾夫
沉潛千年後復活的魔族。身上具有極為龐大的魔力，其魔力總量為希恩的千倍以上。他能施展早已失傳的上古魔術，這些魔術的威力強大，造成街道上大量居民的死傷，他施展的魔術和希恩使用的魔法本質相同，兩者僅是稱呼上的不同。艾恩茲貝爾夫觀看希恩施展魔法的方式，注意到希恩需要透過火花靜電當作觸發劑，才能施展出威力強大的魔法，他自己則完全不需要任何觸發劑，就能輕易辦到，因而嘲笑希恩這種施展魔法的方式太原始，只運用到元素之理最初步中的初步。
在原作小說中，幽鬼侵襲城鎮的騷動裡，魔族艾恩茲貝爾夫在沉潛千年後突然復活，眾人因而陷入苦戰，艾恩茲貝爾夫看到希恩施展出精湛的魔法，心中產生憐才之意，把希恩抓到身邊並且咬傷了他，藉此讓希恩變成自己的眷屬。然而，希恩往昔曾和父親一起狩獵哥布林，在哥布林帳篷裡看到一隻妖精被囚禁在鳥籠裡，他打開籠子釋放了那隻妖精，因而獲得妖精的祝福。艾恩茲貝爾夫沒料到希恩身上有著妖精祝福，咬傷希恩後反而被妖精的力量反噬，讓他的動作受到遲緩，希恩則因為被咬傷而全身麻痺無法動彈，最終拉菲娜扶著希恩的右手，趁著艾恩茲貝爾夫施展火焰魔法時，朝對方釋放出一顆大型魔力光球，火焰魔法和魔力光球相互混合，產生出合成魔法效應，瞬間引發劇烈大爆炸，才成功消滅該魔族，艾恩茲貝爾夫其實是被自己的火焰魔法擊敗。
漫畫進行大幅度改編，在幽鬼侵襲城鎮的騷動裡，魔族艾恩茲貝爾夫在沉潛千年後突然復活，眾人因而陷入苦戰，希恩還在戰鬥中雙手骨折，最終瑪琳扶著希恩的右手，趁著艾恩茲貝爾夫施展火焰魔法時，朝對方釋放出一顆大型魔力光球，火焰魔法和魔力光球相互混合，產生出合成魔法效應，瞬間引發劇烈大爆炸，才成功消滅該魔族，艾恩茲貝爾夫其實是被自己的火焰魔法擊敗。

## 用語設定
魔力
是一種引發超自然現象的力量。魔力本身可以被視為團塊狀的光球，所有攜帶魔力的事物均會散發出朦朧的光芒，只有具備魔力資質的人，才能感受到它的存在，若沒有魔力資質，則無法看到魔力光球。在本作的設定中，不僅魔物擁有魔力，一般正常生物也具有魔力，希恩一家的領地位處艾登地區鄉野，當地的湖中鱒魚在求偶示愛期間，也會釋放出魔力光球。
希恩在自己的魔法研究中，創造了許多魔法方面的新名詞術語，他把魔力釋放至全身稱為「帶魔狀態」，把魔力聚集到身體某個部位稱為「聚魔狀態」。在哥布林入侵希恩一家宅邸的騷動中，他當初就是把魔力聚集在右手上產生極高能量，隨即按住哥布林頭部，當場擊殺了這隻哥布林。
魔法
一種由魔力增幅的超自然現象。若原本環境中已存在某種超自然現象，這時如果朝此目標對象灌入魔力，就能增幅該現象，使這個超自然現象持續自我維持。由於希恩的魔法仍未完全成熟，需要藉助觸發劑才能施展，也就是環境本體必須先存在著超自然現象，再以此現象為基礎灌入魔力施展魔法。
為此希恩特地開發出魔道具「雷火」，這是一雙絕緣手套，其手指部位鑲嵌著雷礦石，當兩隻手套相互靠近時，即能產生火花靜電，希恩以火花靜電作為觸發劑，施展出威力強大的魔法。這邊的火花靜電就是環境中早先存在的超自然現象。
相比之下，魔族艾恩茲貝爾夫無需觸發劑就能直接施展魔法，還因此嘲笑希恩，居然還需要使用觸發劑，你這種施展魔法的方式也太原始，只運用到元素之理最初步中的初步。
合成魔法
一種由希恩研發出來的爆炸魔法。希恩發現魔力之光其實是對魔力有反應的空氣，當使用者發出魔力光球，相當於釋放出被魔力增強的氧氣，和火焰魔法兩相混合後，形成具有閃燃性質的爆炸魔法。
在幽鬼侵襲城鎮的騷動裡，合成魔法獲得了具體實踐，魔族艾恩茲貝爾夫施展的魔術威力強大，眾人因而陷入苦戰，希恩趁著艾恩茲貝爾夫施展火焰魔法之際，朝對方釋放出一顆大型魔力光球，火焰魔法和魔力光球相互混合，產生出合成魔法效應，瞬間引發劇烈大爆炸，成功消滅艾恩茲貝爾夫。
鐵雷
一種由雷礦石精鍊而成的導電金屬片。製作方法為將雷礦石高溫熔融，在製作工序上持續灌入魔力澆注，把熔融後的礦石倒入鑄模冷卻，最終形成導電金屬片。將兩片鐵雷相互靠近時，兩者之間會產生電擊反應。
雷光燈
一種由兩片鐵雷相互導電形成的發光燈具。在原本鐵雷的基礎上進一步改良，外表設計是一具燈模，內部則放置兩片鐵雷，中間夾有一塊絕緣雲母石板。使用時，只需將雲母石板從燈模中抽出，兩片鐵雷隨即產生導電反應，這種導電反應能釋放出大量光芒，可以用來照明。平時若不需使用，可將雲母石板壓回燈模內，隔絕無謂的電擊反應發生，少了電擊產生的發光反應後，燈光也隨之自然熄滅。
發雷石
一種能產生電擊火花的點火器具。在原本鐵雷的基礎上進一步改良，外表設計是一具手持夾子，夾子兩端固定著兩片鐵雷。使用時，只需將夾子的兩端靠近，即可產生電擊火花，藉此點燃物品。平時若不需使用，可將兩片夾子中間放置一塊絕緣的雲母石板，隔絕無謂的電擊反應發生。相比傳統的火打石，這種點火器具更加輕巧、易於攜帶。
雷火
一種輔助施展魔法的魔道具。這其實是一雙絕緣手套，其手指部位鑲嵌著雷礦石。當兩隻手套相互靠近時，即能產生火花靜電，希恩利用這些火花靜電作為魔法觸發劑，釋放出威力強大的魔法。手套材質是由堅固耐火的皮革、高絕緣性的雲母製成，手套的腕部手背則覆蓋著一層高強度的鋼片，可用來防禦物理攻擊。
怠惰病
一種未知的神祕疾病。在利斯帝亞王國四處發生，和一般傳染病不同，至今無法找到明確的傳染源，而且罹病者幾乎是在各地同時發病。發病患者的病徵為，體溫降低對外界刺激毫無反應，彷彿斷了線的木偶一樣，在原地發楞表情呆滯。
患者會陷入低體溫狀態，雙眼呆滯直視前方，沒有任何動作、也不會說話，僅能勉強維持自我呼吸，保持最低限度的生理機能。除了低體溫、對外界毫無反應外，其他身體狀況一切正常。這個世界的醫療技術對此束手無策，沒有任何具體治療方法，只能任由患者長期臥床。
所有罹病者均具有一些共同特徵，年紀幾乎全是年輕人，似乎都具有魔力資質，罹病後身體的魔力反應完全消失。隨著時間的推移，希恩才在本作中說明，怠惰病其實是魔力的徹底喪失。至於好端端的一個人，為何會在毫無徵兆下突然喪失魔力，原因仍不明。
希恩對此的看法是，在幽鬼侵襲城鎮的騷動裡，當晚的夜空佈滿著濃烈魔力，具有魔力資質的人均能感受到天空變成一片紅橙色，無魔力資質的人則無法察覺任何異常，希恩把這種異常天象成為「赫夜」。赫夜會對具有魔力資質之人注入過量的魔力，導致這些人體內的魔力循環過度，承受不住這種魔力增幅的人，會在無形中耗盡自身的魔力，進而陷入怠惰病的狀態。
希恩對於魔力也有新的見解，他認為魔力就像是一種生命能量，當體內魔力枯竭時，就會導致怠惰病；當體內充滿魔力時，則能讓身體恢復到最佳狀態。魔力若以自然的方式在體內流轉，就會提升身體的各種能力，包括了治癒能力。這也是他經歷和魔族艾恩茲貝爾夫的激烈戰鬥後，雖然在戰鬥中雙手骨折，卻在擊敗艾恩茲貝爾夫後，該魔族的大量魔力灌輸到身體裡，正是這股龐大魔力的加持，讓他雙手的骨折得以迅速恢復。
伊斯托利亞
是一座中等規模的商業都市，人口約5萬人。利斯帝亞王國是一個國小民少的蕞爾小國，全國總人口約為40萬人左右，能算得上是大都市的城市，僅有伊斯托利亞、以及人口約15萬人的王都薩諾斯托利亞，這兩個地方了。希恩一家的領地位處艾登地區鄉野，距離這座城市約4小時的步行時間，若採用騎馬的方式，則僅需約1個小時即可到達。
這個世界充滿著危險，各種魔物肆虐橫行，入夜後經常出現凶暴的魔物，如非必要，極少有人願意冒著生命危險，特地在夜間趕路，露宿野外更是不可。希恩與他父親嘉文一行人，曾經因緊急運送怠惰病患者，不得已在夜間趕往伊斯托利亞，卻在路程中遭遇大量魔物的襲擊，情勢一度萬分危急。
妖精
是一種擁有翅膀的小型生物，外表看起來像迷你版的美麗人類女性。具有高度智慧，能和人類進行深層次的交流。由於其可愛外貌，常被當成觀賞用寵物，廣受人類的喜愛。更引來一些有心人士特意圍獵抓捕，藉以販賣牟利，並且成立特殊寵物商店「妖精屋」，專門從事妖精的販賣與交易。
盧格雷
一種人類和魔族混血的種族。盧格雷族擁有深厚的魔法知識，這個種族的顯著特徵是，如血液般殷紅的紅髮紅瞳。相傳在千年以前，當時的魔物數量遠比現今還要猖獗，之後發生了魯格雷戰爭，盧格雷族挺身而出和魔族激烈拼鬥，消滅諸多魔物和魔族，讓整個世界恢復平靜。盧格雷族封印了魔族，但也因此受到魔族詛咒，最終導致整族滅亡。

## 出版書籍

### 輕小說
| 冊數 | Kadokawa       | Kadokawa               |
| 冊數 | 發售日期       | ISBN                   |
| ---- | -------------- | ---------------------- |
| 1    | 2020年5月25日  | ISBN 978-4-040-64655-8 |
| 2    | 2020年12月15日 | ISBN 978-4-046-80072-5 |
| 3    | 2024年12月25日 | ISBN 978-4-04-680072-5 |

### 漫畫
| 冊數 | Mag Garden    | Mag Garden             |
| 冊數 | 發售日期      | ISBN                   |
| ---- | ------------- | ---------------------- |
| 1    | 2021年12月9日 | ISBN 978-4-800-01153-4 |
| 2    | 2022年8月9日  | ISBN 978-4-800-01226-5 |
| 3    | 2023年2月9日  | ISBN 978-4-800-01297-5 |

## 電視動畫

### 製作人員
- 原作：鏑木克樹
- 原作漫畫：西岡知三（作畫）
- 導演：古賀一臣
- 系列構成：大知慶一郎
- 角色設計：野口孝行
- 色彩設計：桂木今里
- 美術監督：荒井和浩
- 攝影監督：近藤慎與
- 音響監督：高桑一
- 音樂：吉川慶、橋口佳奈
- 動畫製作：Studio DEEN

### 主題曲
片頭曲
主唱：XIIX，作詞：斋藤宏介，作曲：斋藤宏介、須藤優，編曲：須藤優。
片尾曲
主唱、作曲、編曲：Humbreaders，作詞：。

### 各話列表
| 話數 | 標題                  | 劇本       | 分鏡     | 演出     | 作畫監督                                                                             | 總作畫監督                                     | 首播日期      |
| ---- | --------------------- | ---------- | -------- | -------- | ------------------------------------------------------------------------------------ | ---------------------------------------------- | ------------- |
| 1話  | 瑪琳與希恩            | 大知慶一郎 | 飯田崇   | 渡邊正彥 | 永田詩央里 常定日和 田中綾子 新田隼人 澤村亨 王家涵                                  | 吉田和香子 善似郎                              | 2025年 1月9日 |
| 2話  | 這個異世界並沒有魔法  | 大知慶一郎 | 古賀一臣 | 吉田俊司 | 永田詩央里 吉田和香子 新田隼人 澤村亨 ENGI lolroute                                  | 宮川智惠子                                     | 1月16日       |
| 3話  | 哥布林來襲            | 長瀨貴弘   | 藤原良二 | 吉本毅   | 吉田翔太 飯飼一幸 菅原美紀子 緒方浩美 土本佳奈 花房都香 青海宙汰 王家涵 lolroute     | 菅原美紀子                                     | 1月23日       |
| 4話  | 魔法研究、正式啟動    | 山田靖智   | 川瀨敏文 | 菱川直樹 | 本田敬一 CJT                                                                         | 宮川智惠子                                     | 1月30日       |
| 5話  | 雷礦石與螺栓          | 大知慶一郎 | 福島宏之 | 村田尚樹 | 吉田翔太 土本佳奈 飯飼一幸 久保美月 常定日和 ENGI studio cat 無錫七彩映畫動畫        | 菅原美由紀 森本浩文                            | 2月6日        |
| 6話  | 公會與魔物討伐        | 長瀨貴弘   | 飯田崇   | 吉田俊司 | 永田詩央里 常定日和 新田隼人 田中綾子 澤村亨 劉定福 Rad Plus 米川                    | 森本浩文 善似郎 吉田和香子                     | 2月13日       |
| 7話  | 逐漸被催毀的日常      | 山田靖智   | 藤原良二 | 根楠陽貴 | 青山滋崇 福部惠次 橫山健次                                                           | 宮川智惠子 菅原美由紀                          | 2月20日       |
| 8話  | 我來治癒              | 大知慶一郎 | 大畑清隆 | 吉本毅   | 飯飼一幸 菅原美由紀 土本佳奈 久保美月 吉田翔太 顧彬 倪孟倫 叶州志 載鈺琪 陳潔瓊 鄭峰 | 菅原美由紀 森本浩文                            | 2月27日       |
| 9話  | 慵懶症 ～治療與研究～ | 長瀨貴弘   | 藤原良二 | 粟井重紀 | 吳曉菜                                                                               | 野口孝行 久保美月 善似郎 宮川智惠子 吉田和香子 | 3月6日        |
| 10話 | 赫夜來了              | 山田靖智   | 藤原良二 | 古賀一臣 | 菅原美由紀 吉田和香子 永田詩央里 常定日和 田中綾子 新田隼人 澤村亨 王家涵 ENGI       | 菅原美由紀 吉田和香子                          | 3月13日       |
| 11話 | 魔術與魔法            | 大知慶一郎 | 福島宏之 | 吉田俊司 | 吉田翔太 飯飼一幸 土本佳奈 松浦里美 久保美月 章雄 陈越 姜军 ENGI studio cat          | 野口孝行 善似郎 宮川智惠子 吉田和香子          | 3月20日       |
| 12話 | 我是誰？              | 大知慶一郎 | 川瀨敏文 | 久保太郎 | 久保美月 永田詩央里 常定日和 田中綾子 澤村亨                                         | 野口孝行 菅原美由紀 吉田和香子                 | 3月27日       |

### 播映平台
日本深夜動畫：下文記載的日本国内播放時間使用日本標準時間（UTC+9）表示。因為部分時間标识會採用30小时制，因此請留意这类超过24:00的时间，其實際播放時間為翌日清晨。
| 播放日期             | 播放時間（UTC+9）  | 播放電視台 | 播放地區   | 備註  |
| -------------------- | ------------------ | ---------- | ---------- | ----- |
| 2025年1月9日—3月27日 | 星期四 0:00–0:30   | 東京電視台 | 關東廣域圏 |       |
|                      | 星期四 1:35–2:05   | 大阪電視台 | 大阪府     |       |
|                      | 星期四 22:00–22:30 | AT-X       | 日本全域   | [ a ] |
|                      | 星期四 23:00–23:30 | BS日本     | 日本全域   | [ b ] |

| 播映地區 | 播映平台    | 播映日期             | 播映時間             | 備註  |
| -------- | ----------- | -------------------- | -------------------- | ----- |
| 部分地區 | Crunchyroll | 2025年1月9日—3月27日 | 星期四 1:00（UTC+8） | [ 7 ] |

### BD
| 卷數 | 發售日期      | 收錄話數     | 規格編號   |
| ---- | ------------- | ------------ | ---------- |
| 上   | 2025年3月26日 | 第1話—第6話  | ZMAZ-18111 |
| 下   | 2025年4月25日 | 第7話—第12話 | ZMAZ-18112 |

## 外部連結
- 小說官方網站（日語）
- 漫畫官方網站（日語）
- 動畫官方網站（日語）
- 電視動畫的X（前Twitter）（日語）